# Missão de Observação das Nações Unidas na Libéria
A Missão de Observação das Nações Unidas na Libéria (em inglês:  United Nations Observer Mission in Liberia, UNOMIL) foi uma missão de manutenção da paz das Nações Unidas na Libéria. Foi estabelecida na Resolução 866 (1993) e com sede na capital Monróvia.
A UNOMIL foi criada como parte do Acordo de Cotonou para apoiar os esforços da Comunidade Econômica dos Estados da África Ocidental (CEDEAO) na Libéria durante a Primeira Guerra Civil da Libéria (1989-1996).  O seu mandato inicial era monitorar a implementação dos acordos de paz entre as partes liberianas, investigar as violações do cessar-fogo, auxiliar na manutenção de locais de assembleia e na desmobilização dos combatentes, facilitar a assistência humanitária, investigar as violações dos direitos humanos e monitorar o processo eleitoral.  Durante o mandato, a UNOMIL realizou trabalhos de logística enquanto o Grupo de Monitoramento da Comunidade Econômica dos Estados da África Ocidental forneceu segurança e realizou campanhas de informação pública com o objetivo de educar eleitores.
Foi substituída pela Missão das Nações Unidas na Libéria, criada em setembro de 2003.